# 趙鑑
趙鑑（1454年—1537年），字克正，號清溪，諡康敏，山東承宣布政使司青州府壽光縣人，明朝政治人物，官至刑部尚書。

## 生平
成化二十二年丙午科山東鄉試第十九名。成化二十三年（1487年）丁未科進士。授浙江蕭山縣知縣，弘治七年（1494年）十二月实授廣東道監察御史。出为安慶府知府。正德四年（1509年），改任顺德府知府，六年正月升浙江右參政，八年正月升陕西右布政使，四月升官都察院右副都御史、巡撫甘肅，曾經諭吐蕃恢復哈密失地。正德十年六年改任南京都察院右副都御史，十一年十二月改任都察院右副都御史、清理浙江福建等处盐法，入为大理寺卿，十六年七月升南京刑部尚書，嘉靖二年（1523年）十一月改任刑部尚書，大禮議事件后，因与大學士桂萼争论陈洸罪行，以至于攘臂相加，被劾轻蔑礼法，嘉靖五年五月称病辭職歸鄉。嘉靖十六年（1537年）十月卒。

## 家族
曾祖趙均保；祖父趙鐸；父趙福，母李氏；繼母王氏。具庆下。兄趙銘。子趙岳。